# 696 Leonora
696 Leonora је астероид главног астероидног појаса са пречником од приближно 75,76 .
Афел астероида је на удаљености од 3,964 астрономских јединица (АЈ) од Сунца, а перихел на 2,367 АЈ.
Ексцентрицитет орбите износи 0,252, инклинација (нагиб) орбите у односу на раван еклиптике 13,043 степени, а орбитални период износи 2057,708 дана (5,633 година).
Апсолутна магнитуда астероида је 9,00 а геометријски албедо 0,077.
Астероид је откривен 10. јануара 1910. године.